# 3α(17β)-羟基类固醇脱氢酶 (NAD+)
3α(17β)-羟基类固醇脱氢酶 (NAD+)（EC 1.1.1.239），化学式为：C1651H2589O480N451S13原称作睾酮17β-脱氢酶（EC 1.1.1.63），是一种以NAD+或NADP+为受体、作用于供体CH-OH基团上的氧化还原酶。这种酶能催化以下酶促反应：
睾酮 + NAD+ {\displaystyle \rightleftharpoons } 雄烯二酮 + NADH + H+
3α(17β)-羟基类固醇脱氢酶 (NAD+)主要参与雄激素和雌激素代谢过程。